# James Gomez
James Gomez (Bakary Sambouya, 14 novembre 2001) è un calciatore gambiano, difensore dell'Odense e della nazionale gambiana.

## Carriera

### Club
Cresciuto nel Real de Banjul, il 20 gennaio 2020 si trasferisce a titolo temporaneo nel club danese dell'Horsens; il 4 agosto seguente il prestito viene esteso per altri sei mesi. Il 23 dicembre viene acquistato a titolo definitivo, firmando un contratto valido fino al 2024.
Nell'estate del 2023 è stato ceduto ai cechi dello Sparta Praga; a gennaio del 2024, dopo 5 presenze nella prima divisione ceca, è tornato nella prima divisione danese, all'Odense, venendo riconfermato in rosa anche per la stagione 2024-2025, giocata in seconda divisione a seguito della retrocessione subita nell'annata precedente.

### Nazionale
Ha esordito con la nazionale gambiana l'8 giugno 2021, nell'amichevole vinta per 1-0 contro il Togo, segnando la rete che ha deciso l'incontro. È stato convocato in seguito per la Coppa d'Africa 2021.

## Statistiche

### Presenze e reti nei club
Statistiche aggiornate al 12 gennaio 2022.
| Stagione        | Squadra         | Campionato      | Campionato | Campionato | Coppe nazionali | Coppe nazionali | Coppe nazionali | Coppe europee | Coppe europee | Coppe europee | Altre coppe | Altre coppe | Altre coppe | Totale | Totale |
| Stagione        | Squadra         | Comp            | Pres       | Reti       | Comp            | Pres            | Reti            | Comp          | Pres          | Reti          | Comp        | Pres        | Reti        | Pres   | Reti   |
| --------------- | --------------- | --------------- | ---------- | ---------- | --------------- | --------------- | --------------- | ------------- | ------------- | ------------- | ----------- | ----------- | ----------- | ------ | ------ |
| gen.-giu. 2020  | Horsens         | SL              | 2+1        | 0          | CD              | 0               | 0               | -             | -             | -             | -           | -           | -           | 3      | 0      |
| 2020-2021       | Horsens         | SL              | 13         | 1          | CD              | 2               | 0               | -             | -             | -             | -           | -           | -           | 15     | 1      |
| 2021-2022       | Horsens         | 1.D             | 18         | 0          | CD              | 2               | 0               | -             | -             | -             | -           | -           | -           | 20     | 0      |
| Totale carriera | Totale carriera | Totale carriera | 33+1       | 1          |                 | 4               | 0               |               | -             | -             |             | -           | -           | 38     | 1      |

### Cronologia presenze e reti in nazionale
| Cronologia completa delle presenze e delle reti in nazionale ― Gambia | Cronologia completa delle presenze e delle reti in nazionale ― Gambia | Cronologia completa delle presenze e delle reti in nazionale ― Gambia | Cronologia completa delle presenze e delle reti in nazionale ― Gambia | Cronologia completa delle presenze e delle reti in nazionale ― Gambia | Cronologia completa delle presenze e delle reti in nazionale ― Gambia | Cronologia completa delle presenze e delle reti in nazionale ― Gambia | Cronologia completa delle presenze e delle reti in nazionale ― Gambia |
| Data                                                                  | Città                                                                 | In casa                                                               | Risultato                                                             | Ospiti                                                                | Competizione                                                          | Reti                                                                  | Note                                                                  |
| --------------------------------------------------------------------- | --------------------------------------------------------------------- | --------------------------------------------------------------------- | --------------------------------------------------------------------- | --------------------------------------------------------------------- | --------------------------------------------------------------------- | --------------------------------------------------------------------- | --------------------------------------------------------------------- |
| 8-6-2021                                                              | Bakau                                                                 | Gambia                                                                | 1 – 0                                                                 | Togo                                                                  | Amichevole                                                            | 1                                                                     |                                                                       |
| 11-6-2021                                                             | Manavgat                                                              | Gambia                                                                | 0 – 1                                                                 | Kosovo                                                                | Amichevole                                                            | -                                                                     | 75’                                                                   |
| 12-10-2021                                                            | Bakau                                                                 | Gambia                                                                | 2 – 1                                                                 | Sudan del Sud                                                         | Amichevole                                                            | -                                                                     | 19’                                                                   |
| 16-11-2021                                                            | Abu Dhabi                                                             | Nuova Zelanda                                                         | 2 – 0                                                                 | Gambia                                                                | Amichevole                                                            | -                                                                     |                                                                       |
| 12-1-2022                                                             | Limbe                                                                 | Mauritania                                                            | 0 – 1                                                                 | Gambia                                                                | Coppa d'Africa 2021 - 1º turno                                        | -                                                                     |                                                                       |
| 16-1-2022                                                             | Limbe                                                                 | Gambia                                                                | 1 – 1                                                                 | Mali                                                                  | Coppa d'Africa 2021 - 1º turno                                        | -                                                                     |                                                                       |
| 20-1-2022                                                             | Limbe                                                                 | Gambia                                                                | 1 – 0                                                                 | Tunisia                                                               | Coppa d'Africa 2021 - 1º turno                                        | -                                                                     | 89’                                                                   |
| 24-1-2022                                                             | Bafoussam                                                             | Guinea                                                                | 0 – 1                                                                 | Gambia                                                                | Coppa d'Africa 2021 - Ottavi di finale                                | -                                                                     |                                                                       |
| 29-1-2022                                                             | Douala                                                                | Gambia                                                                | 0 – 2                                                                 | Camerun                                                               | Coppa d'Africa 2021 - Quarti di finale                                | -                                                                     |                                                                       |
| 23-3-2022                                                             | Yaoundé                                                               | Ciad                                                                  | 0 – 1                                                                 | Gambia                                                                | Qual. Coppa d'Africa 2023                                             | -                                                                     |                                                                       |
| 4-6-2022                                                              | Thiès                                                                 | Gambia                                                                | 1 – 0                                                                 | Sudan del Sud                                                         | Qual. Coppa d'Africa 2023                                             | -                                                                     |                                                                       |
| 8-6-2022                                                              | Brazzaville                                                           | Rep. del Congo                                                        | 1 – 0                                                                 | Gambia                                                                | Qual. Coppa d'Africa 2023                                             | -                                                                     | 53’ 78’                                                               |
| 20-11-2022                                                            | Aksu                                                                  | Gambia                                                                | 0 – 0                                                                 | Guinea-Bissau                                                         | Amichevole                                                            | -                                                                     |                                                                       |
| 14-6-2023                                                             | Ismailia                                                              | Sudan del Sud                                                         | 2 – 3                                                                 | Gambia                                                                | Qual. Coppa d'Africa 2023                                             | -                                                                     |                                                                       |
| 10-9-2023                                                             | Marrakech                                                             | Gambia                                                                | 2 – 2                                                                 | Rep. del Congo                                                        | Qual. Coppa d'Africa 2023                                             | -                                                                     |                                                                       |
| 16-11-2023                                                            | Dar es Salaam                                                         | Burundi                                                               | 3 – 2                                                                 | Gambia                                                                | Qual. Mondiali 2026                                                   | -                                                                     | 71’                                                                   |
| 15-1-2024                                                             | Yamoussoukro                                                          | Senegal                                                               | 3 – 0                                                                 | Gambia                                                                | Coppa d'Africa 2023 - 1º turno                                        | -                                                                     |                                                                       |
| 19-1-2024                                                             | Yamoussoukro                                                          | Guinea                                                                | 1 – 0                                                                 | Gambia                                                                | Coppa d'Africa 2023 - 1º turno                                        | -                                                                     |                                                                       |
| 23-1-2024                                                             | Bouaké                                                                | Gambia                                                                | 2 – 3                                                                 | Camerun                                                               | Coppa d'Africa 2023 - 1º turno                                        | -                                                                     | [ 10 ]                                                                |
| 4-9-2024                                                              | Iconi                                                                 | Comore                                                                | 1 – 1                                                                 | Gambia                                                                | Qual. Coppa d'Africa 2025                                             | -                                                                     |                                                                       |
| 8-9-2024                                                              | Bakau                                                                 | Gambia                                                                | 1 – 2                                                                 | Tunisia                                                               | Qual. Coppa d'Africa 2025                                             | -                                                                     |                                                                       |
| 11-10-2024                                                            | Antananarivo                                                          | Madagascar                                                            | 1 – 1                                                                 | Gambia                                                                | Qual. Coppa d'Africa 2025                                             | -                                                                     |                                                                       |
| 14-10-2024                                                            | El Jadida                                                             | Gambia                                                                | 1 – 0                                                                 | Madagascar                                                            | Qual. Coppa d'Africa 2025                                             | -                                                                     |                                                                       |
| 15-11-2024                                                            | Berkane                                                               | Gambia                                                                | 1 – 2                                                                 | Comore                                                                | Qual. Coppa d'Africa 2025                                             | -                                                                     |                                                                       |
| Totale                                                                |                                                                       | Presenze                                                              | 24                                                                    |                                                                       | Reti                                                                  | 1                                                                     |                                                                       |

## Palmarès

### Club

#### Competizioni nazionali
- 1. Division: 2

Horsens: 2021-2022
Odense: 2024-2025